# Oh Brother, Where Art Thou? (Simpsons)
"Oh Brother, Where Art Thou?" är avsnitt 15 från säsong två av Simpsons. Avsnittet sändes på Fox den 21 februari 1991. I avsnittet berättar Abraham för sin son, Homer att han har halvbror, Herbert "Herb" Powell och han bestämmer sig för att söka upp honom. Powell blir glad över att få en bror och låter Homer designa en bil till sitt företag. Avsnittet skrevs av Jeff Martin och regisserades av Wes Archer. Danny DeVito gör rösten till Herbert. Avsnittet innehåller flera referenser till bilar som Edsel, Tucker Torpedo, Ford Mustang, och Lamborghini Cheetah. Avsnittet fick en fortsättning, "Brother, Can You Spare Two Dimes?" där bröderna förenas efter att de blivit ovänner i slutet av avsnittet.

## Handling
Efter att Abraham sett på en usel McBain-film går han iväg och klagar på den, och får sedan en hjärtattack och hamnar på sjukhus. Han berättar då för sin son Homer, att han har en halvbror som han fick med en prostituerad karnevalkvinna innan han träffade hans mamma, barnet placerades på ett barnhem i Shelbyville. Homer bestämmer sig för att leta upp sin nya halvbror och får reda på att familjen Powell tog över barnet som heter Herbert. Homer söker efter honom i telefonkatalogen och hittar honom efter några felringningar. Halvbrodern är glad över att fått en ny bror och bjuder in honom till sitt hem i Detroit där han driver biltillverkaren Powell Motors. Homer älskar Herberts livsstil och är avundsjuk på honom. Herbert själv är avundsjuk på Homer för att han har en familj.
Herberts bilfirma har tappat marknadsandelar så han bestämmer sig för att låta medelamerikanen, hans halvbror Homer designa en bil. Ingenjörerna får höra Homers idéer men avfärdar dem ända tills Herbert tvingar dem att lyda hans design. Då bilen presenteras för allmänheten blir alla chockade över utseendet eftersom den inte liknar någon annan bil, och eftersom priset är 82 000 dollar är det ingen som vill köpa den. Bilfirman går i konkurs och Herbert blir arg på Homer och säger att han önskar att han aldrig träffat honom innan han lämnar honom och stiger på en buss. Homer åker hem till Springfield med familjen, i bilen berättar Bart för sin far att han gillade hans bil.

## Produktion
"Oh Brother, Where Art Thou?" skrevs av Jeff Martin och regisserades av Wes Archer. Produktionen fick veta efteråt att många tyckte slutet var elakt så de bestämde sig senare göra ett återföreningsavsnitt, "Brother, Can You Spare Two Dimes?". Replikerna till avsnittet spelades in 13 augusti 1990. Danny DeVito gör rösten till Herbert, idén att han skulle göra rösten kom från Sam Simon. DeVito fick spela in alla sina repliker efter varandra då han hade ett annat möte under dagen. Under inspelningen antecknande Archer några av DeVitos attityder, gester och ansiktsuttryck som senare användes i avsnittet.